# Chobyně
Chobyně je menší vesnice, část obce Šubířov v okrese Prostějov. Nachází se asi 2 km na sever od Šubířova. V roce 2009 zde bylo evidováno 34 adres. V roce 2001 zde trvale žilo 66 obyvatel.
Chobyně leží v katastrálním území Šubířov o výměře 2,52 km2.

## Historie
První písemná zmínka o obci pochází z roku 1710.
Roku 1891 zničil požár více než polovinu domů v obci.

## Obyvatelstvo

### Struktura
Vývoj počtu obyvatel za celou obec i za jeho jednotlivé části uvádí tabulka níže, ve které se zobrazuje i příslušnost jednotlivých částí k obci či následné odtržení.
| Místní části   | Místní části | 1869 | 1880 | 1890 | 1900 | 1910 | 1921 | 1930 | 1950 | 1961 | 1970 | 1980 | 1991 | 2001 | 2011 |
| -------------- | ------------ | ---- | ---- | ---- | ---- | ---- | ---- | ---- | ---- | ---- | ---- | ---- | ---- | ---- | ---- |
| Počet obyvatel | část Chobyně | 0    | 0    | 201  | 195  | 216  | 0    | 167  | 0    | 131  | 131  | 88   | 66   | 66   | 50   |
| Počet domů     | část Chobyně | 0    | 0    | 30   | 30   | 33   | 31   | 31   | 0    | 0    | 37   | 30   | 32   | 33   | 34   |

## Galerie

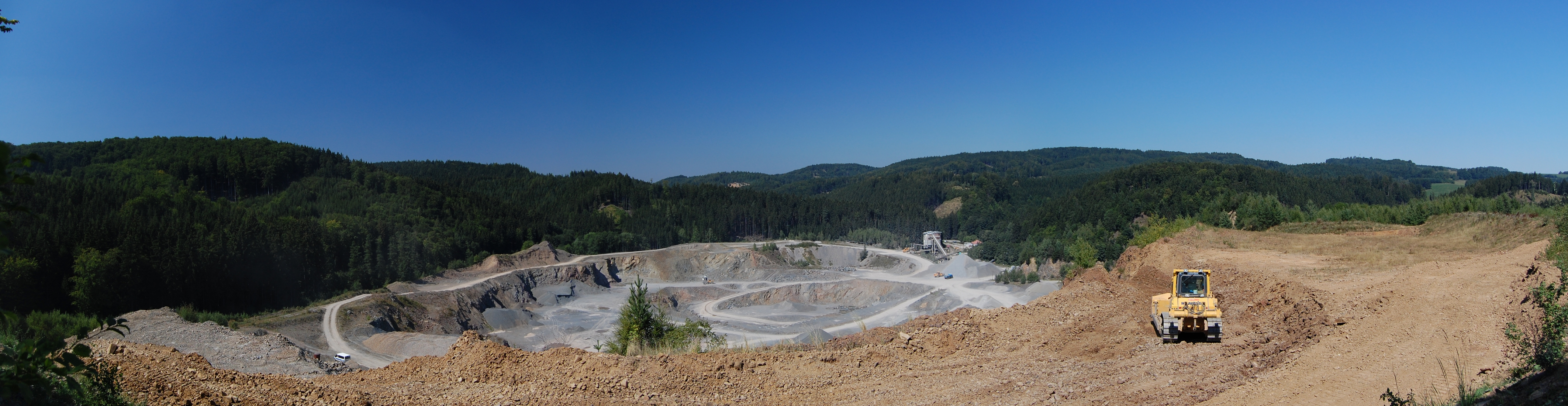
Lom v Chobyni